# بکستر (مینه‌سوتا)
بکستر (به انگلیسی: Baxter) شهری در شهرستان کرو وینگ ایالت مینه‌سوتا در کشور ایالات متحده آمریکا است که جمعیت آن در سرشماری سال ۲۰۱۰ میلادی، ۷۶۱۰ نفر بوده‌است.